# Riehl (Cologne)
Pour les articles homonymes, voir Riehl.
Riehl est un quartier du nord de la ville allemande de Cologne, sur la rive gauche du Rhin.